# Sân vận động U.S. Bank
Sân vận động U.S. Bank (tiếng Anh: U.S. Bank Stadium) là một sân vận động khép kín ở Minneapolis, Minnesota, Hoa Kỳ. Được xây dựng trên địa điểm cũ của Hubert H. Humphrey Metrodome, sân vận động trong nhà được khánh thành vào năm 2016 và là sân nhà của Minnesota Vikings (NFL); sân cũng tổ chức các trận đấu bóng chày đại học đầu mùa giải của Golden Gophers (NCAA) của Đại học Minnesota.
Vikings đã chơi ở Metrodome từ năm 1982 cho đến khi đóng cửa vào năm 2013; trong quá trình xây dựng, Vikings đã chơi hai mùa giải (2014, 2015) tại Sân vận động TCF Bank ngoài trời trong khuôn viên của Đại học Minnesota. Sân nhà đầu tiên của đội là Sân vận động Metropolitan ở Bloomington (1961–1981), nay là địa điểm của Mall of America.
Vào ngày 17 tháng 6 năm 2016, Sân vận động U.S. Bank đã được nhà thầu Mortenson Construction coi là đã hoàn thành cơ bản, sáu tuần trước lễ cắt băng khánh thành và chính thức khai trương vào ngày 22 tháng 7. Quyền sử dụng và sở hữu sân vận động đã được bàn giao cho Vikings và Cơ quan quản lý cơ sở thể thao Minnesota. Vikings chơi trận đấu đầu tiên trước mùa giải tại Sân vận động U.S. Bank vào ngày 28 tháng 8; bàn mở tỷ số trên sân nhà của mùa giải thường xuyên là ở tuần thứ hai trước Green Bay Packers vào ngày 18 tháng 9, trong chiến thắng 17–14 của đội.
Đây là sân vận động có mái che cố định đầu tiên được xây dựng tại NFL kể từ Ford Field ở Detroit, mở cửa vào năm 2002. Tính đến tháng 3 năm 2015, chi phí tổng thể ước tính là 1,061 tỷ đô la, với 348 triệu đô la từ bang Minnesota, 150 triệu đô la từ thành phố Minneapolis, và 551 triệu đô la từ đội và đóng góp tư nhân.
Sân vận động U.S. Bank đã tổ chức trận đấu Super Bowl LII, trong đó Philadelphia Eagles giành chiến thắng vào ngày 4 tháng 2 năm 2018, X Games của ESPN vào ngày 19 đến 22 tháng 7 năm 2018 và trận NCAA Final Four mà Virginia Cavaliers đã giành chiến thắng vào ngày 6 đến 8 tháng 4 năm 2019. Sân vận động này từng là nơi tổ chức NCAA Division I Wrestling Championships 2020, nhưng nó đã bị hủy bỏ do đại dịch COVID-19.